# Le Born (Alto Garona)
 Le Born  es una comuna (municipio) de Francia, en la región de Mediodía-Pirineos, departamento de Alto Garona, en el distrito de Toulouse y cantón de Villemur-sur-Tarn.
Su población en el censo de 1999 era de 261 habitantes.
Está integrada en la Communauté de communes de Villemur-sur-Tarn.

## Demografía
| 223 | 186 | 194 | 266 | 303 | 261 |
| Para los censos de 1962 a 1999 la población legal corresponde a la población sin duplicidades (Fuente: INSEE [Consultar]) |     |     |     |     |     |

## Monumento

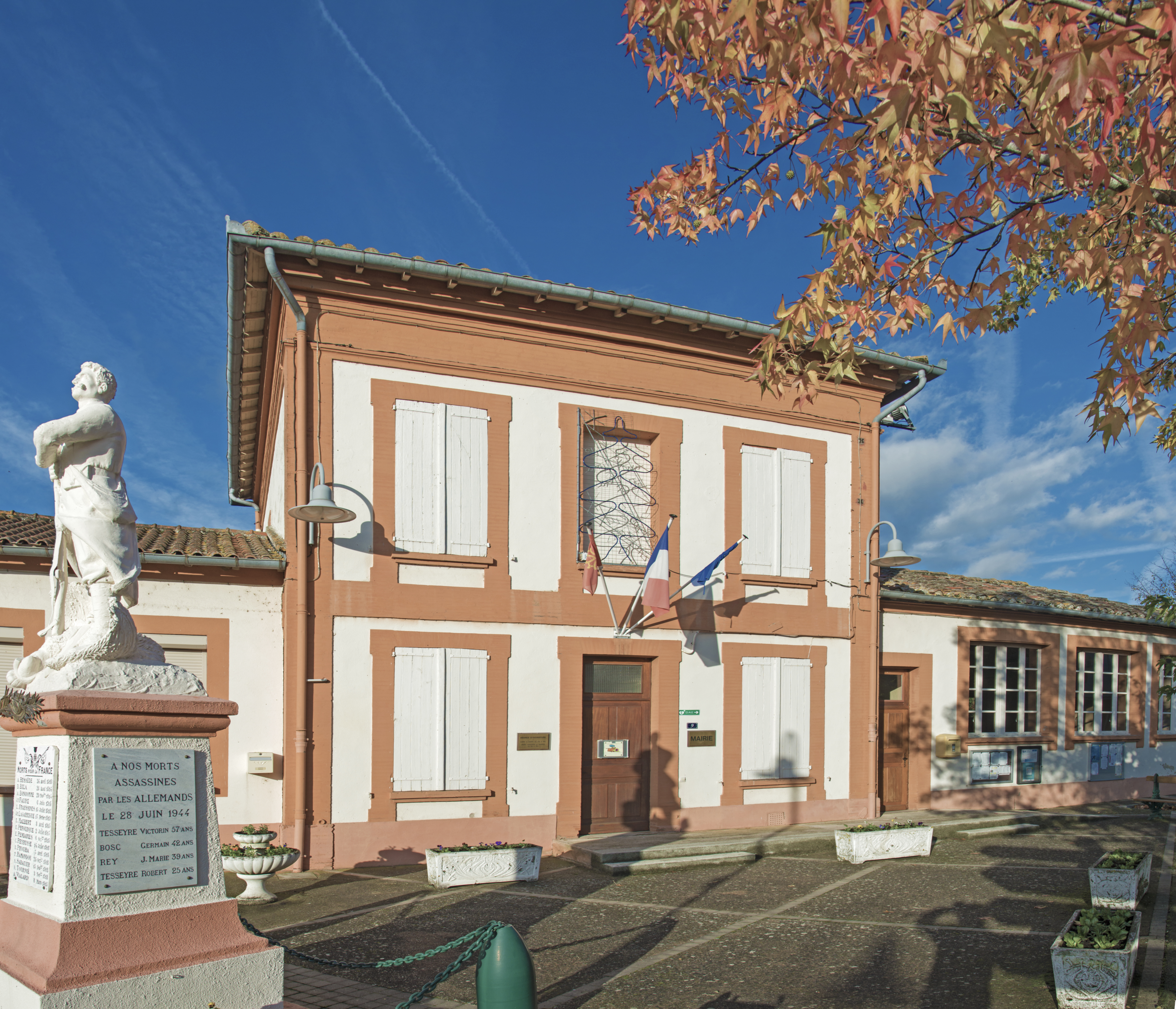
Ayuntamiento
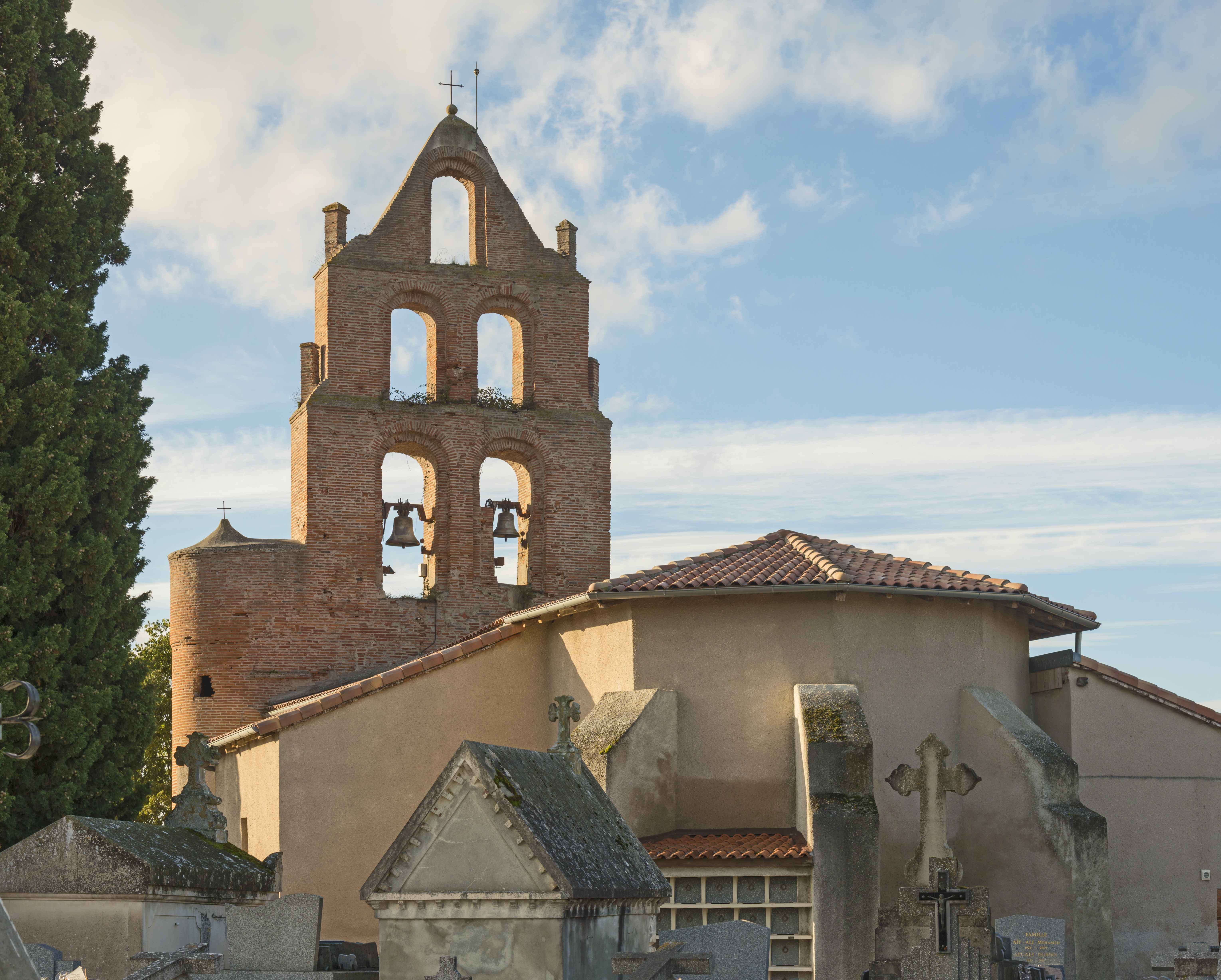
La iglesia